# Transalpina
Transalpina – potoczna nazwa drogi krajowej 67C w Rumunii (rum. Drum național 67C, DN67C), przebiegającej południkowo przez środkową część kraju. Liczy 148,2 km długości i jest najwyżej położoną drogą kołową Rumunii, bowiem na przełęczy Urdele osiąga wysokość 2145 m n.p.m.
Łączy wieś Ciocadia nieopodal Novaci w Oltenii z Sebeșem w Siedmiogrodzie (Transylwanii), przecinając z południa na północ główny grzbiet gór Parâng (drugie pod względem wysokości pasmo górskie rumuńskich Karpat) w Karpatach Południowych. Oprócz najwyższej Pasul Urdele przecina również dwie inne przełęcze – Tărtărău (1665 m n.p.m.) i Florile Albe (pol. Białe Kwiaty).

## Historia
Początki szlaku są niejasne. Niektóre źródła podają, że został on wytyczony na przełomie I i II wieku n.e. przez legiony rzymskie podczas wojen dackich, a na mapach z tamtego okresu oznaczony jest, jako „strategiczny korytarz rzymski IV”. Według historyka Uniwersytetu Bukareszteńskiego prof. Constantina C. Giurescu, w 1731 austriackie władze zaproponowały budowę trasy przez Parâng, łączącej Oltenię z Siedmiogrodem. Lokalna legenda głosi, że na przełomie XVIII i XIX wieku, każda rodzina mieszkająca w okolicy uczestniczyła w budowie poszczególnych odcinków drogi, w zależności od swoich możliwości fizycznych i finansowych. W tamtym czasie nosiła ona nazwę diabelska ścieżka i była wykorzystywana głównie przez pasterzy do transhumancji.
Ze względów militarnych Transalpina została rozbudowana przez Niemców w czasie I wojny światowej, jednak była bardzo rzadko używana. Na bazie tych doświadczeń król Rumunii Karol II Hohenzollern-Sigmaringen podjął decyzję o budowie strategicznej drogi dla artylerii, przemieszczającej się pomiędzy Wołoszczyzną i Transylwanią. W inwestycję zaangażowany był również premier Gheorghe Tătărescu, a roboty przeprowadzono w latach 1934–1939. Po uroczystym otwarciu w 1939, Transalpinę zaczęło nazywać szlakiem królewskim. Trakt był utrzymywany przez Niemców podczas II wojny światowej.
Po rumuńskiej rewolucji z 1989 droga stopniowo popadała w ruinę, a poszczególne elementy jej konstrukcji były rozkradane (np. kamienie z murów oporowych wykorzystywano do budowy fundamentów niektórych willi w ośrodku turystycznym Rânca).
W 2008, pod koniec kadencji ministra transportu Ludovica Orbana, Compania Națională de Administrare a Infrastructurii Rutiere (zarządca dróg krajowych w Rumunii) przeznaczyła kwotę 1,3 mld lejów na przebudowę drogi. Prace rozpoczęto w 2009, a zakończono w 2013, gdy niewypłacalność ogłosił główny wykonawca (firma Romstrade). Najważniejsze roboty udało się jednak wykonać i dzięki temu od jesieni 2012 na całej długości Transalpina posiada nawierzchnię asfaltową. Z uwagi na warunki atmosferyczne, najwyżej położone odcinki są nieprzejezdne w miesiącach zimowych (najczęściej od października-listopada do kwietnia-maja).

## Galeria

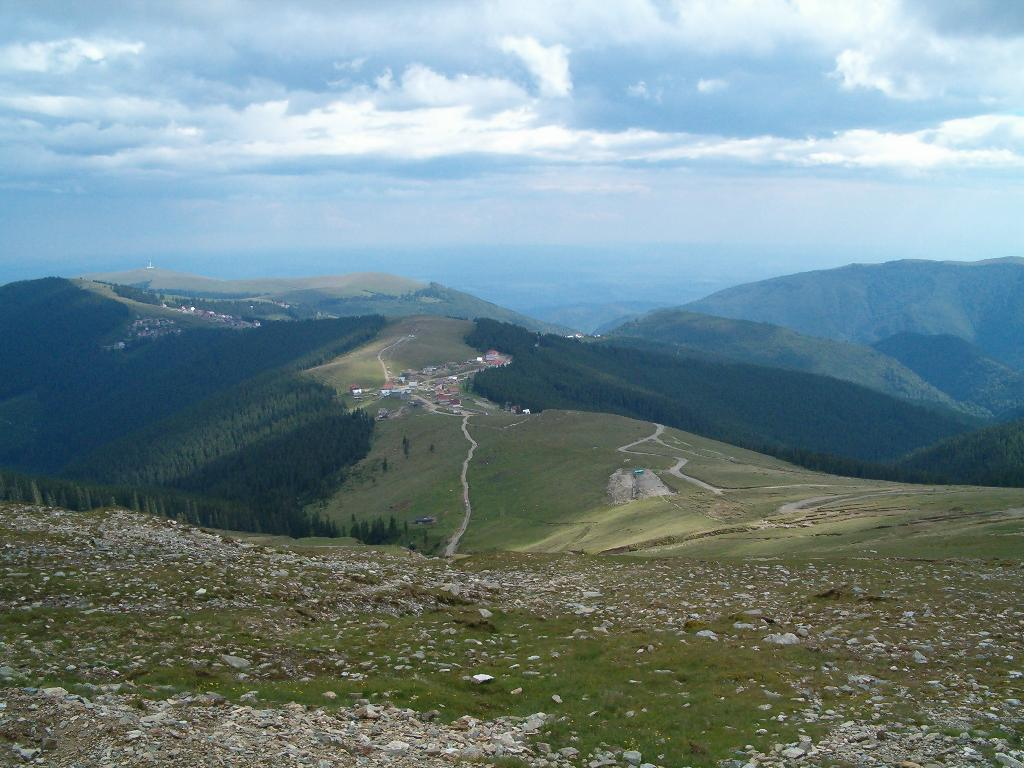
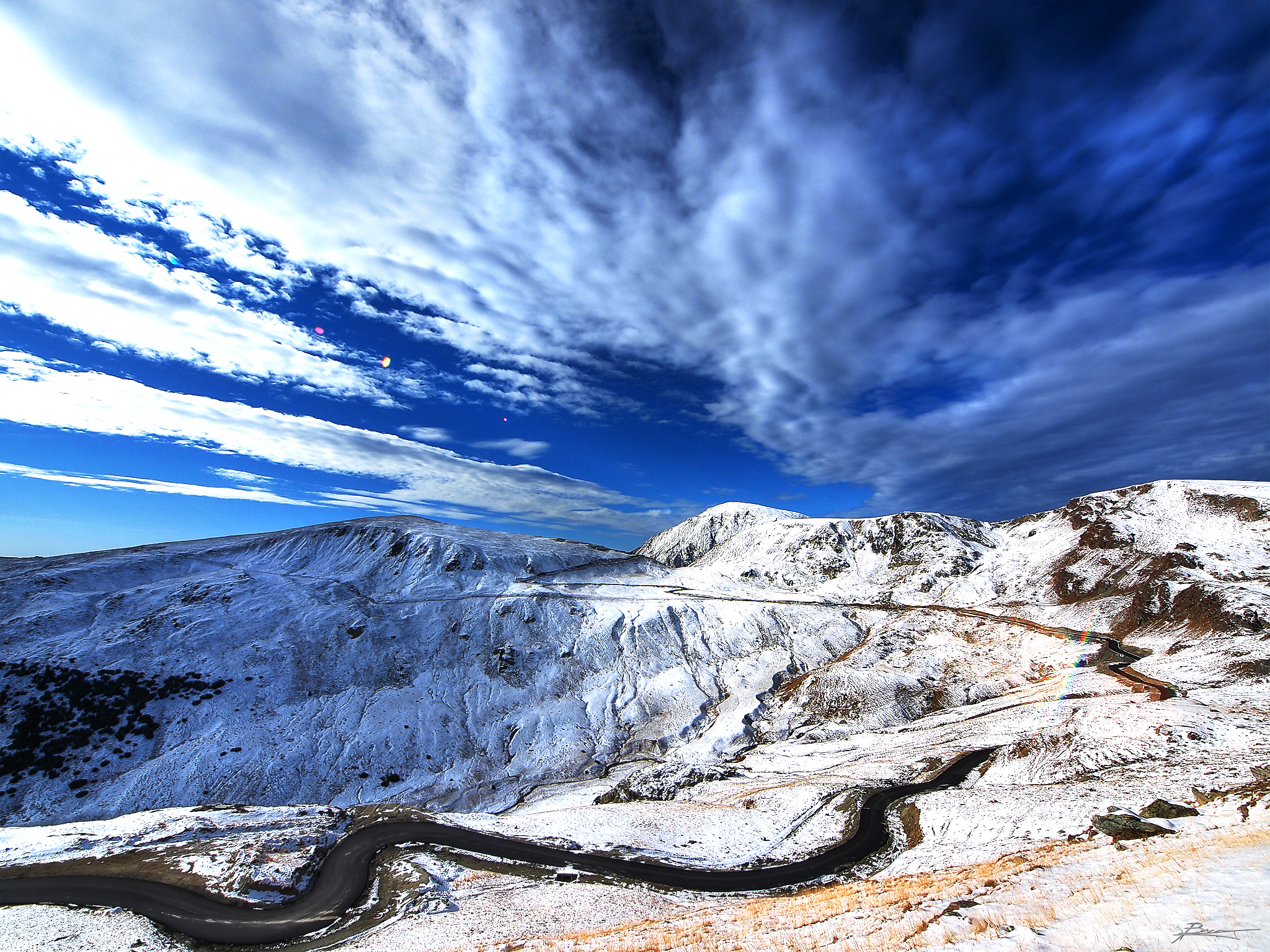
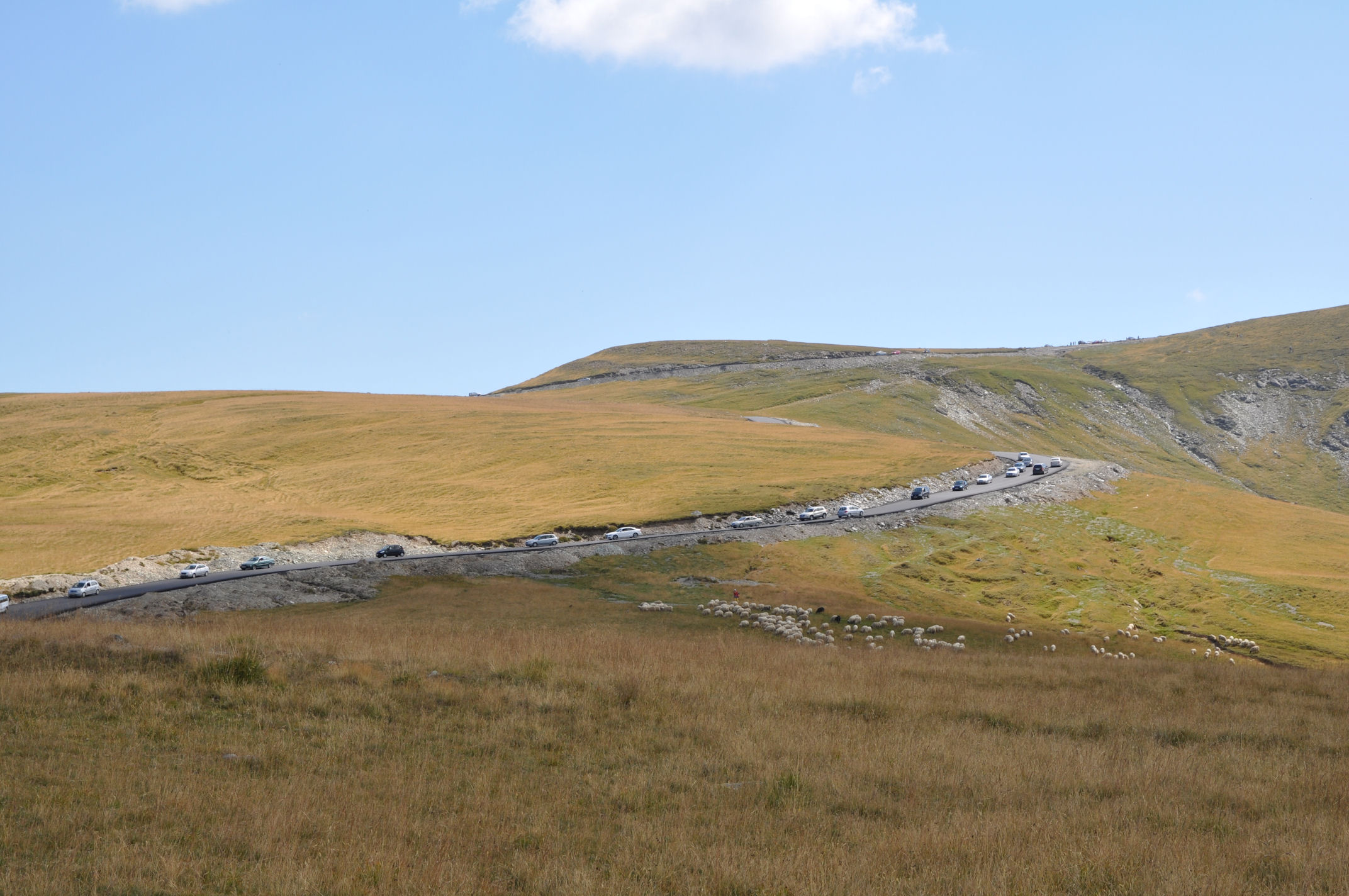
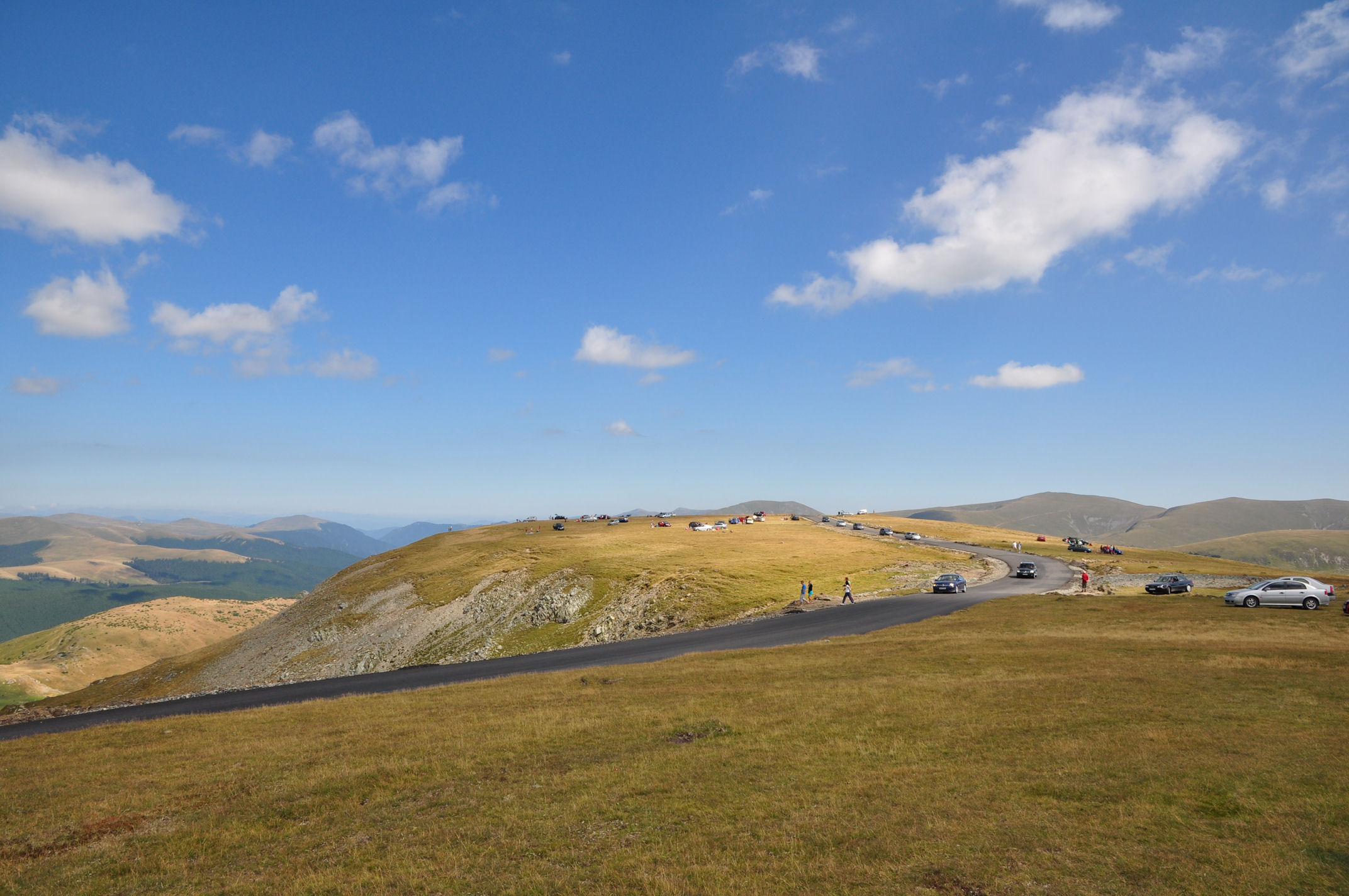
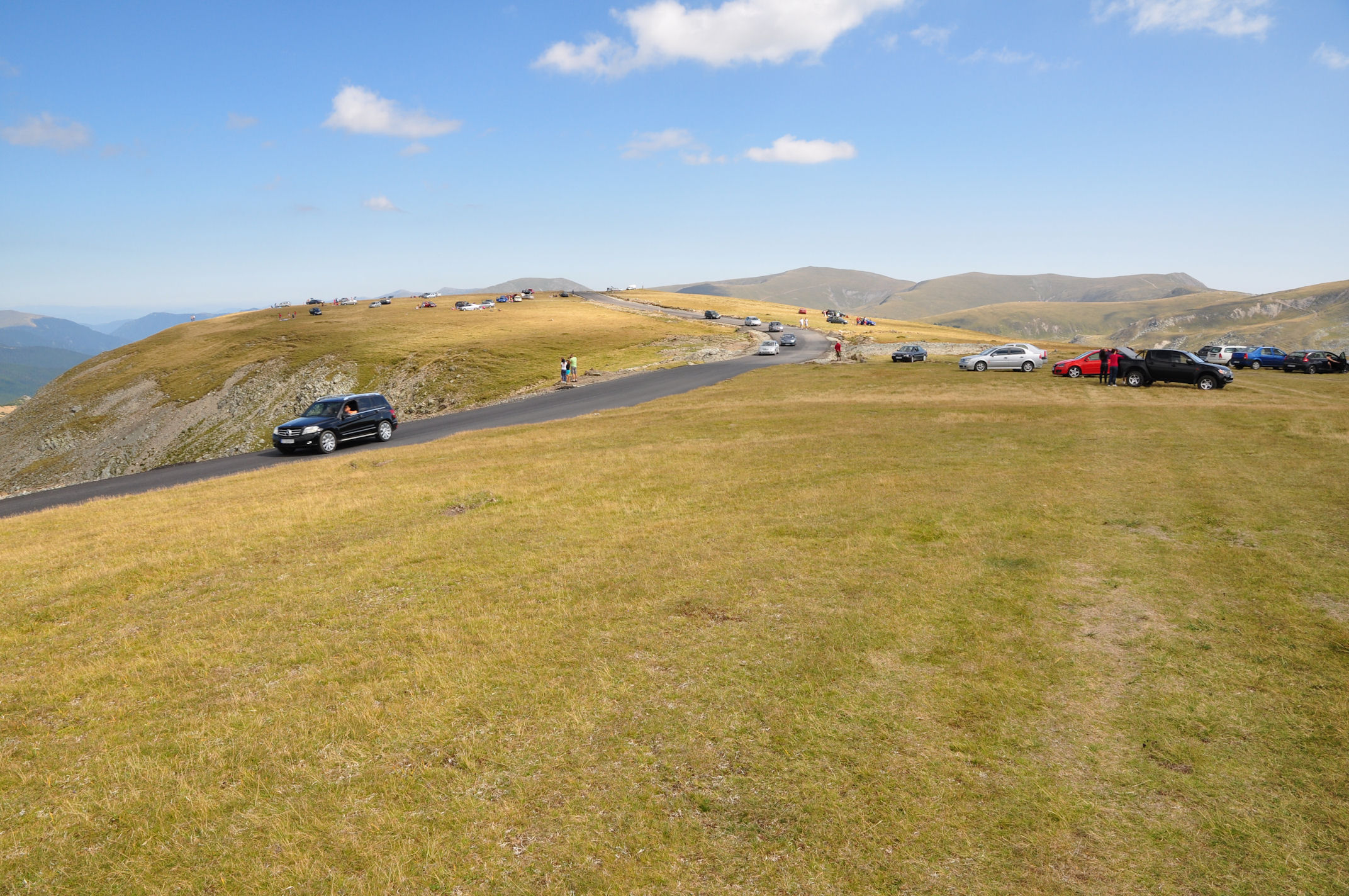
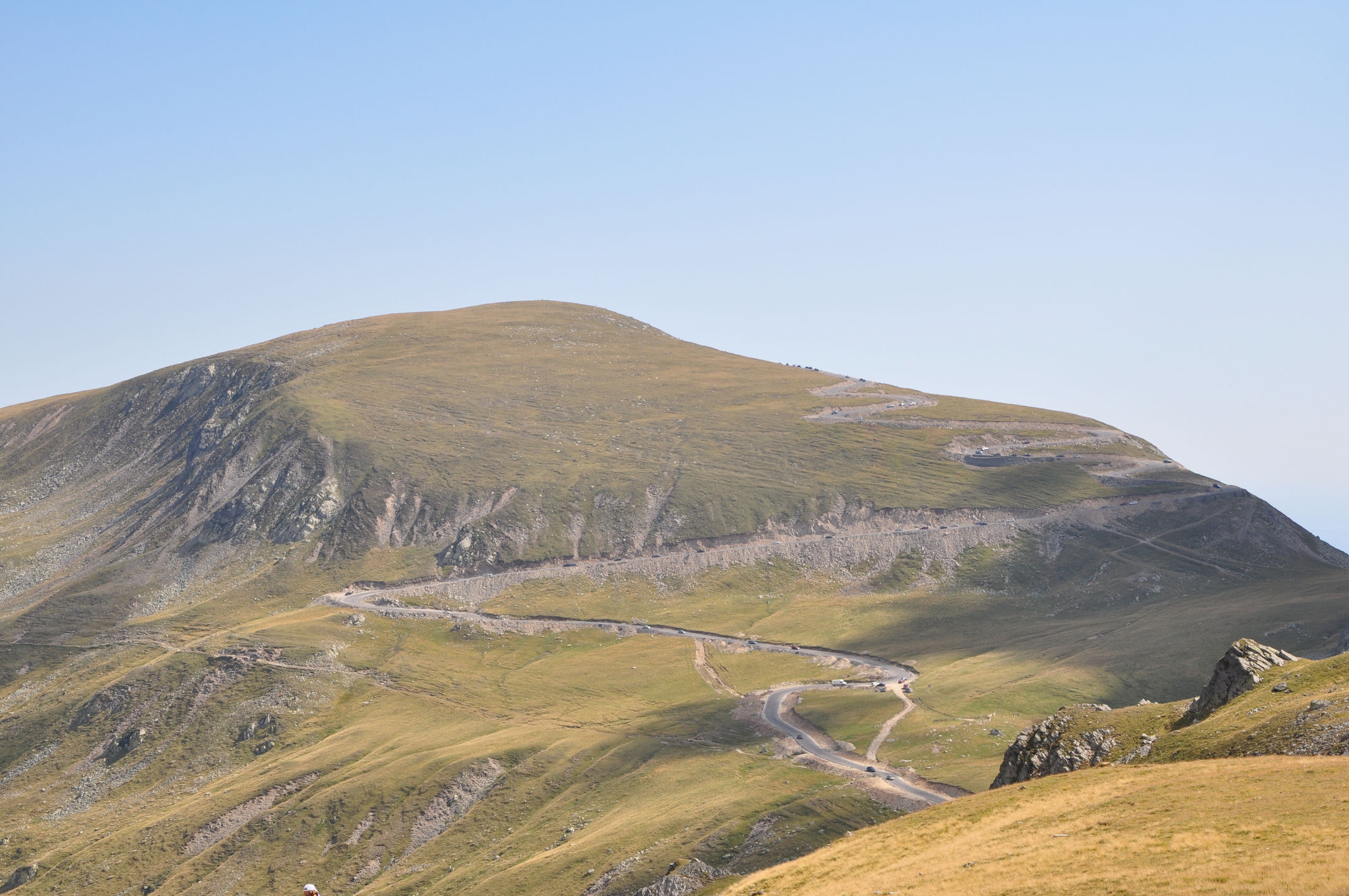
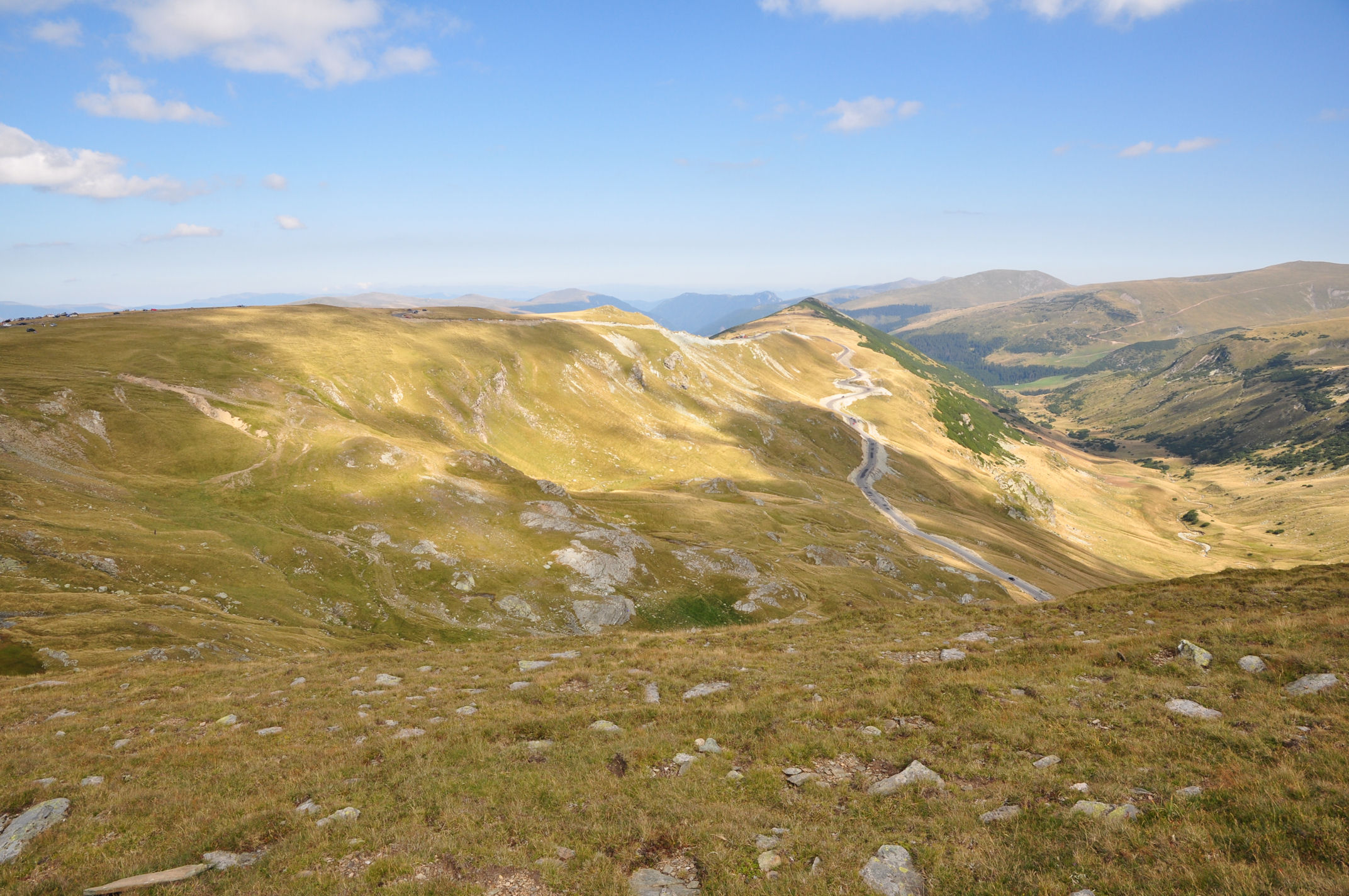
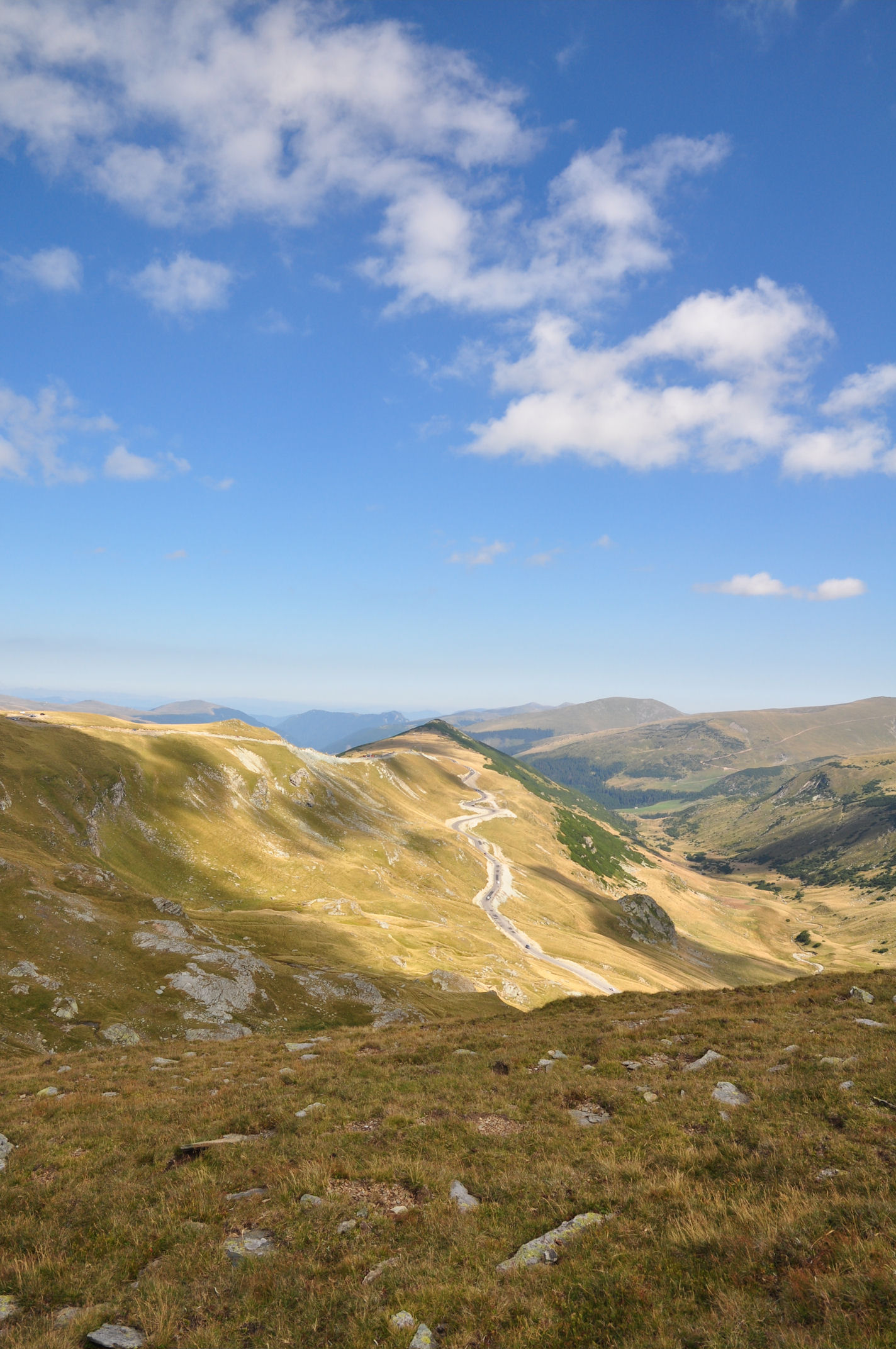
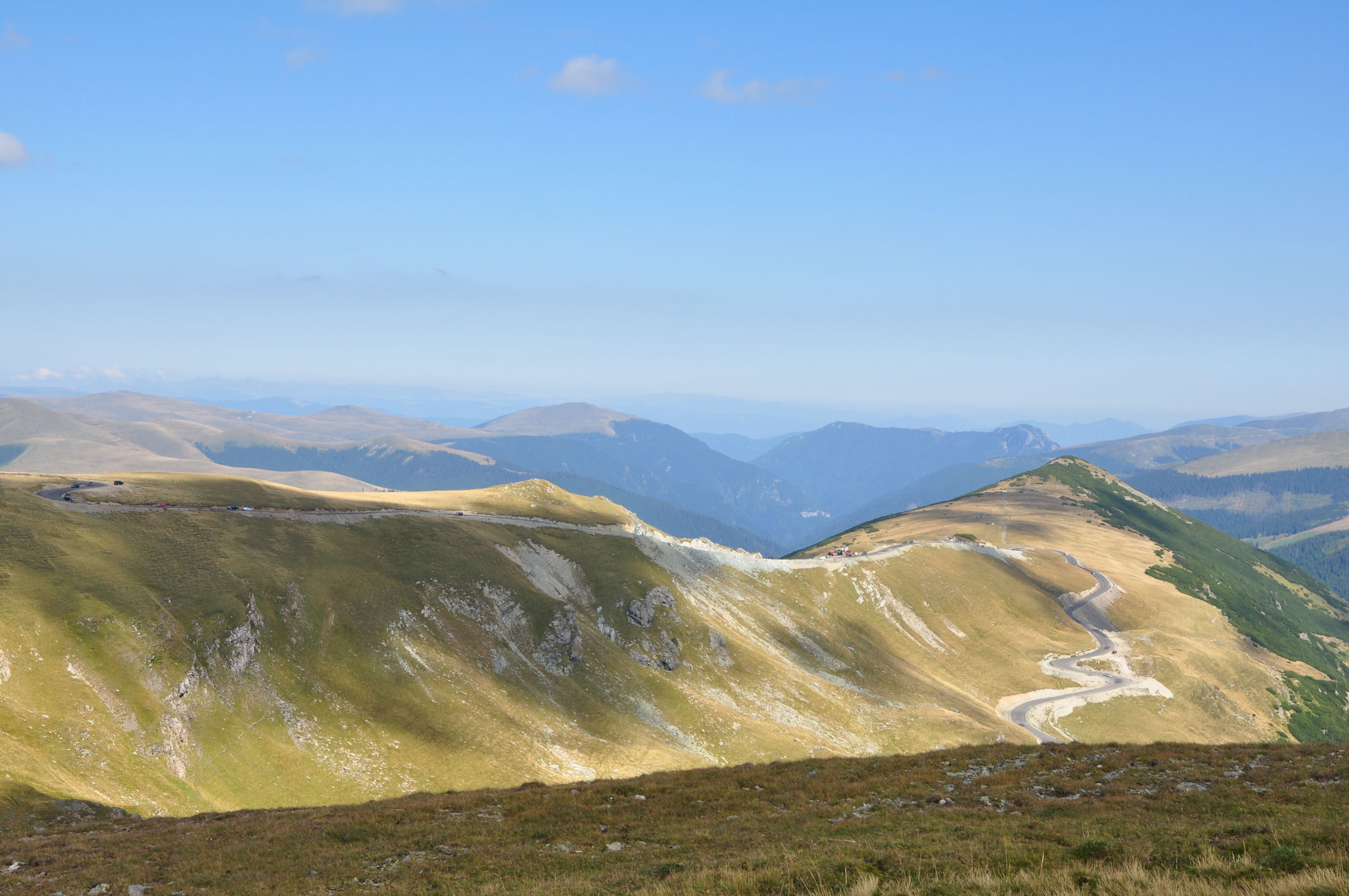
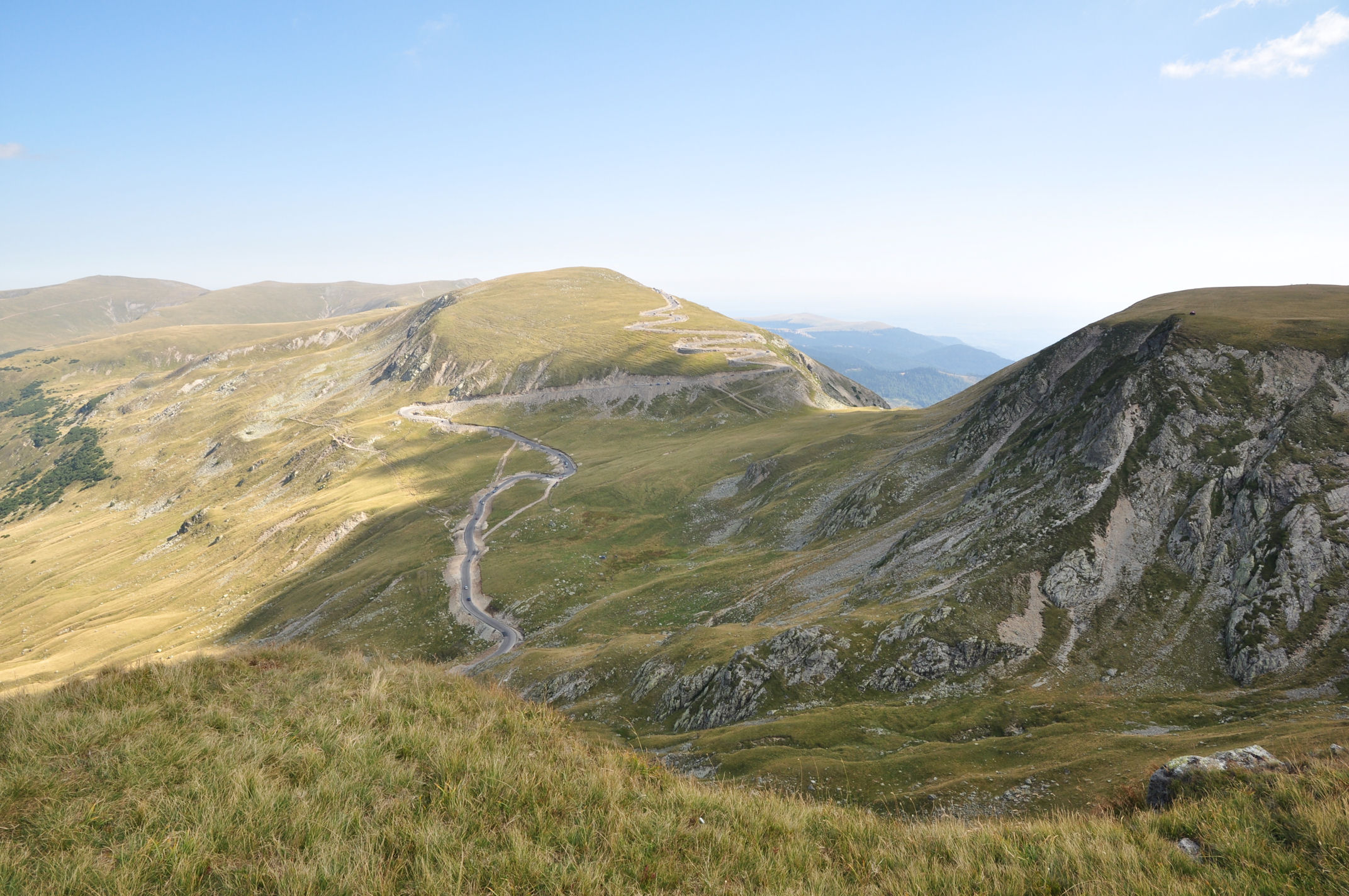
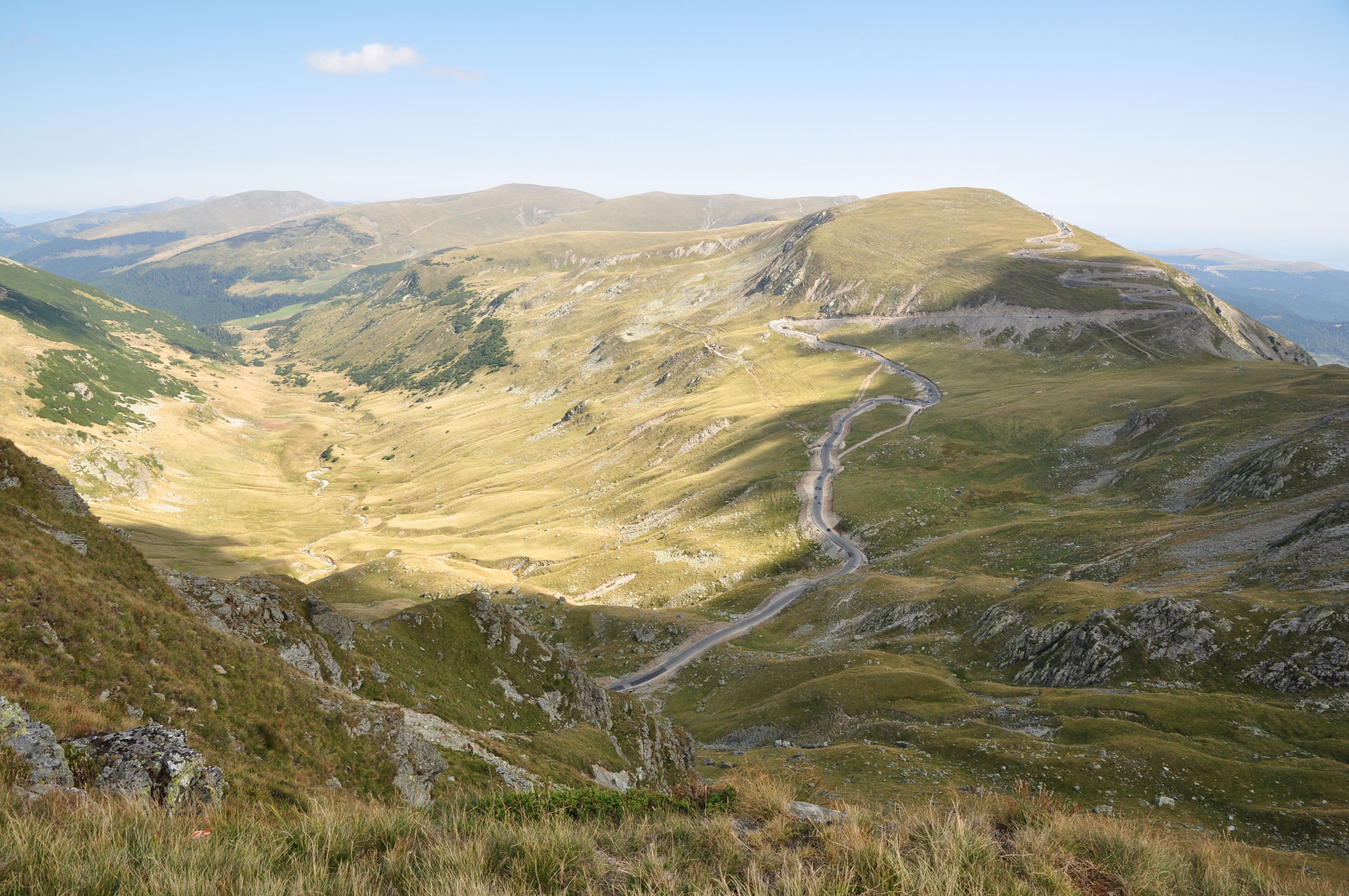
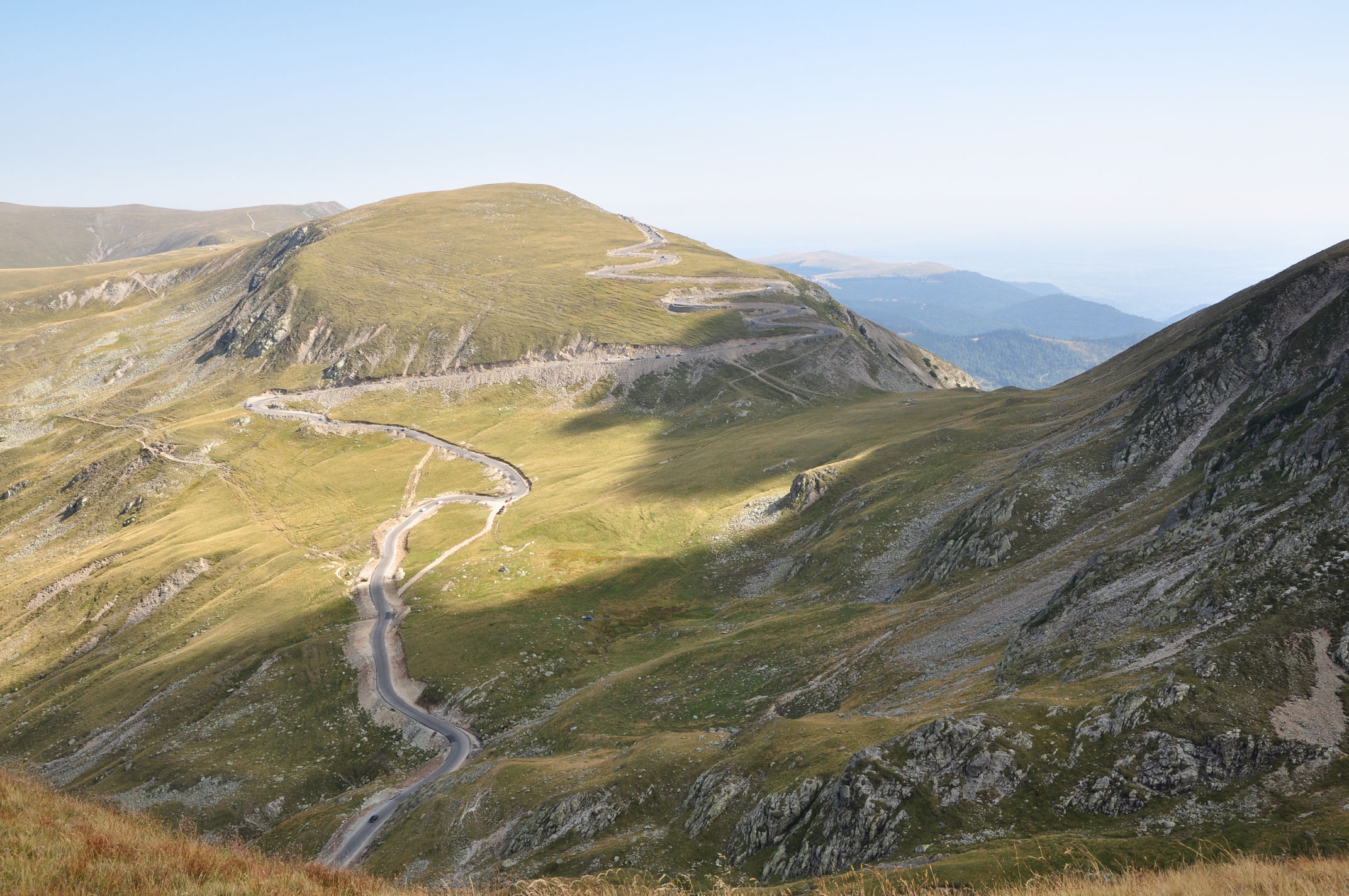
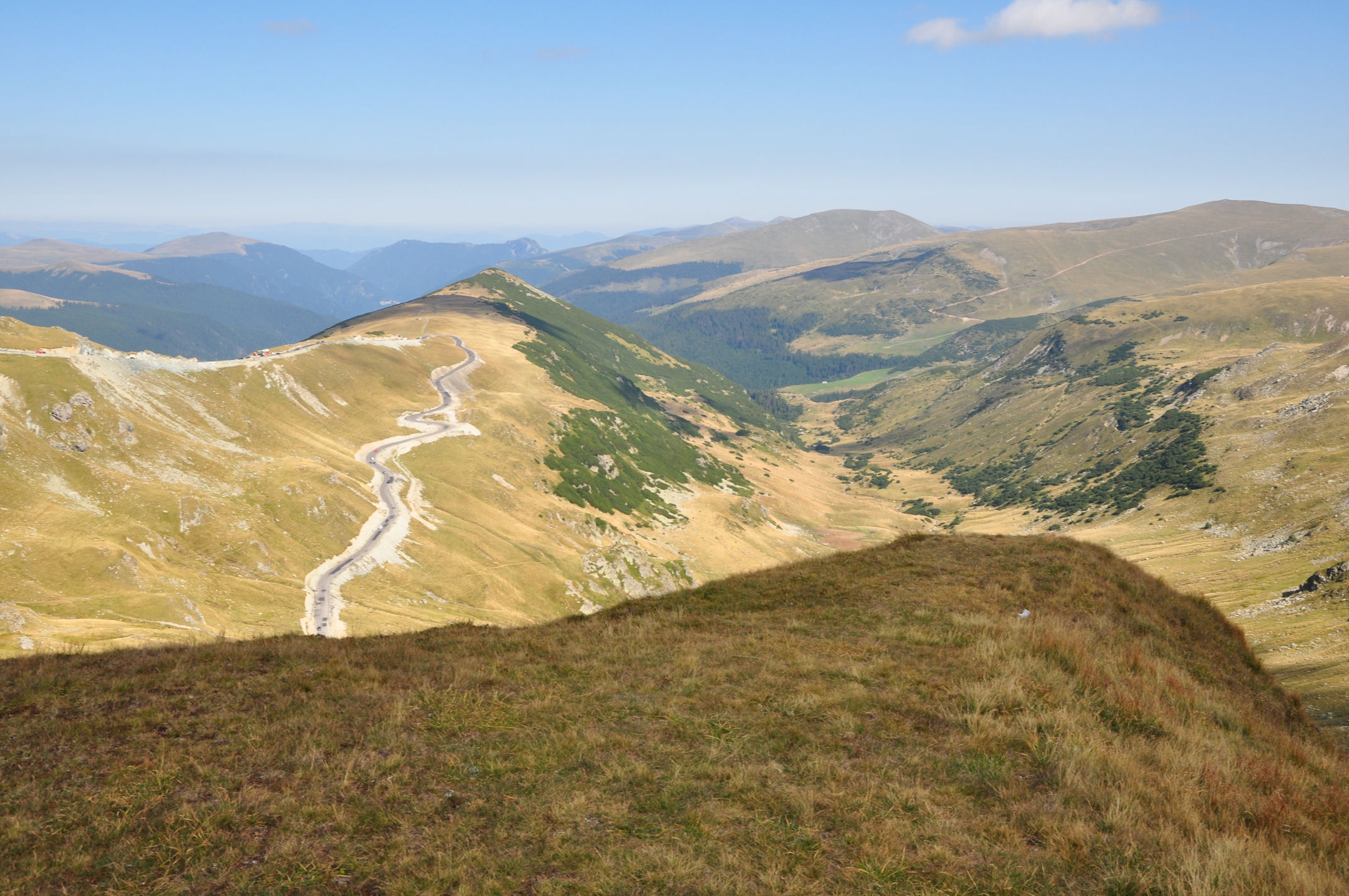
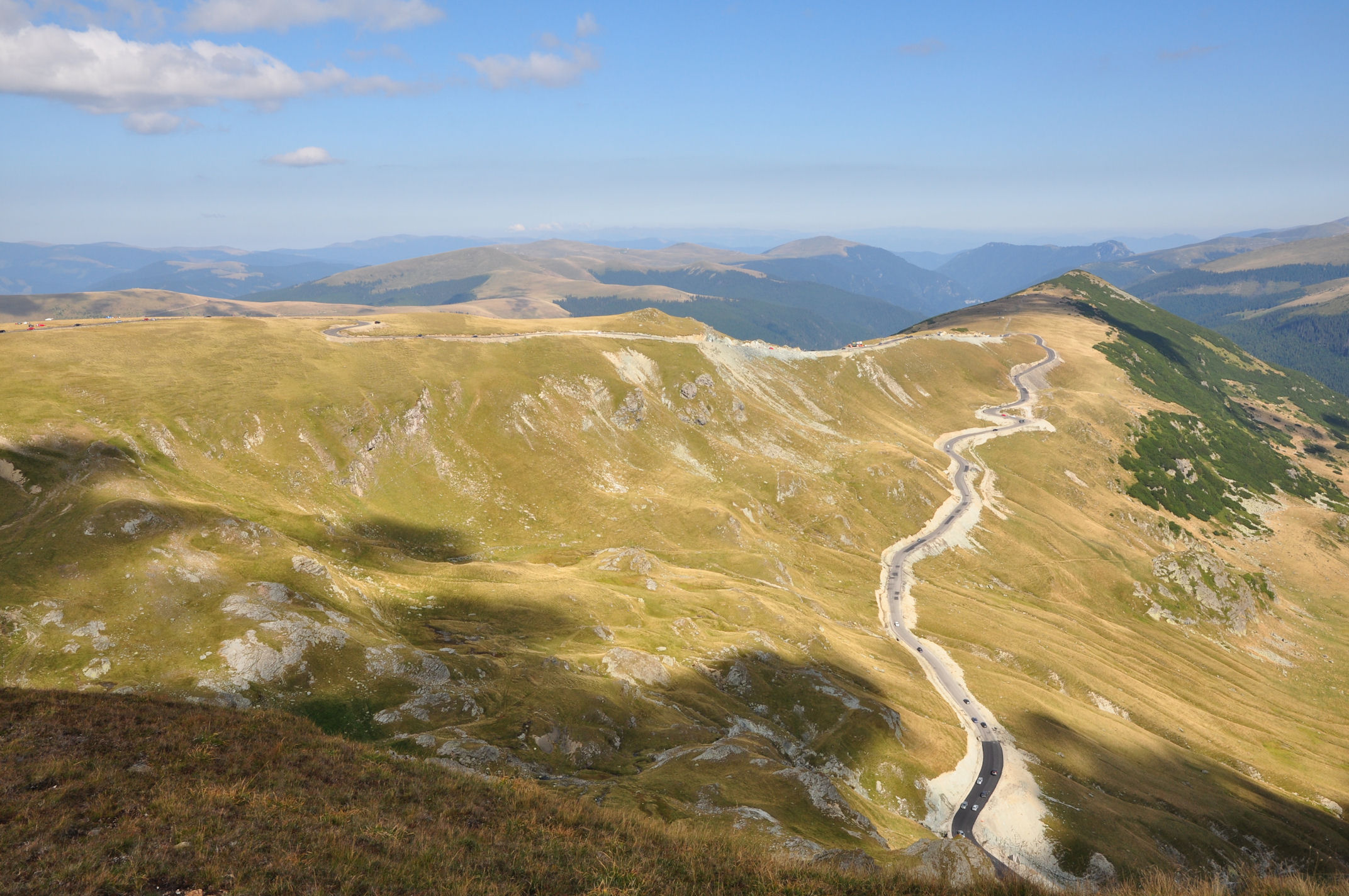
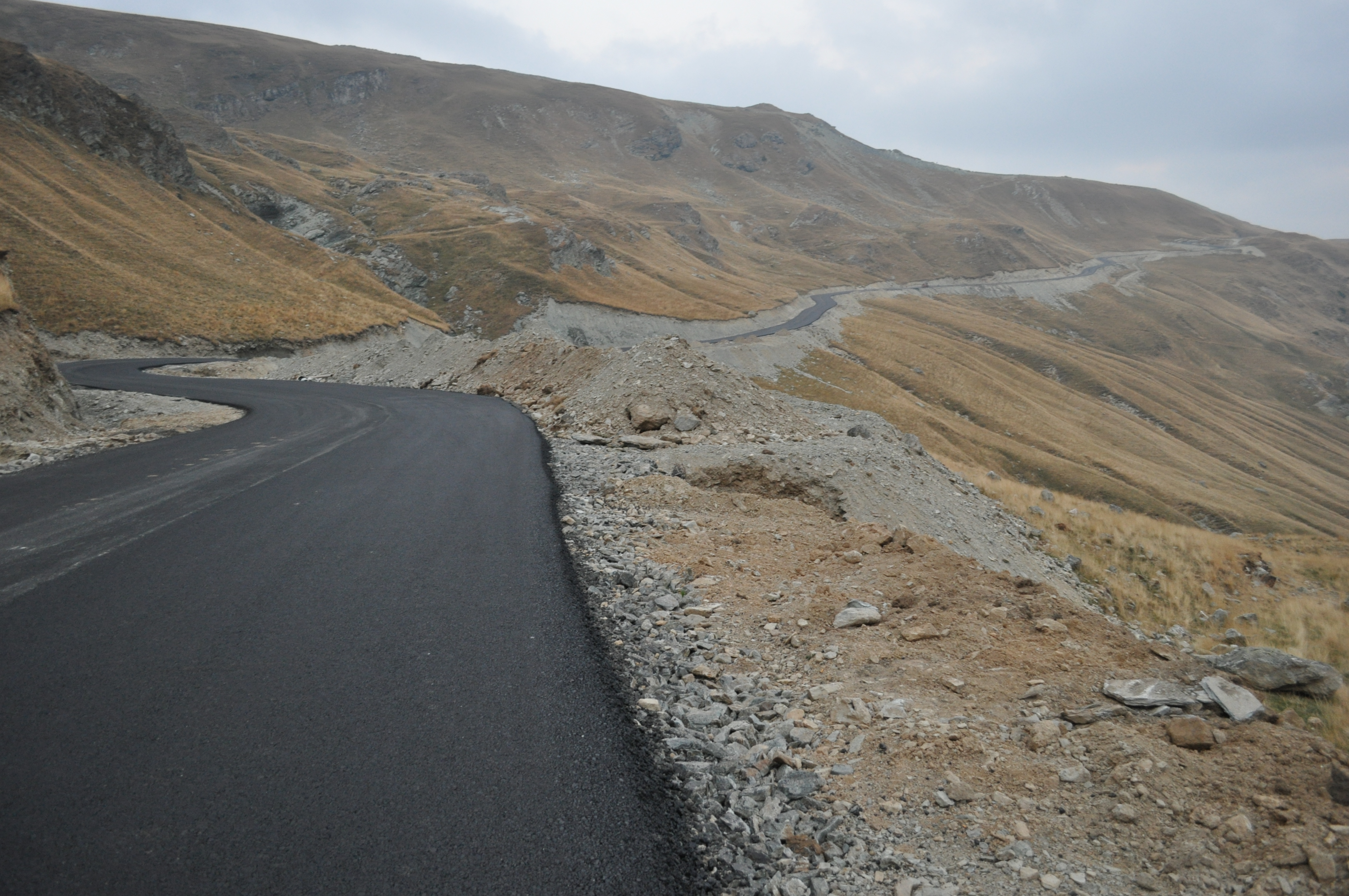
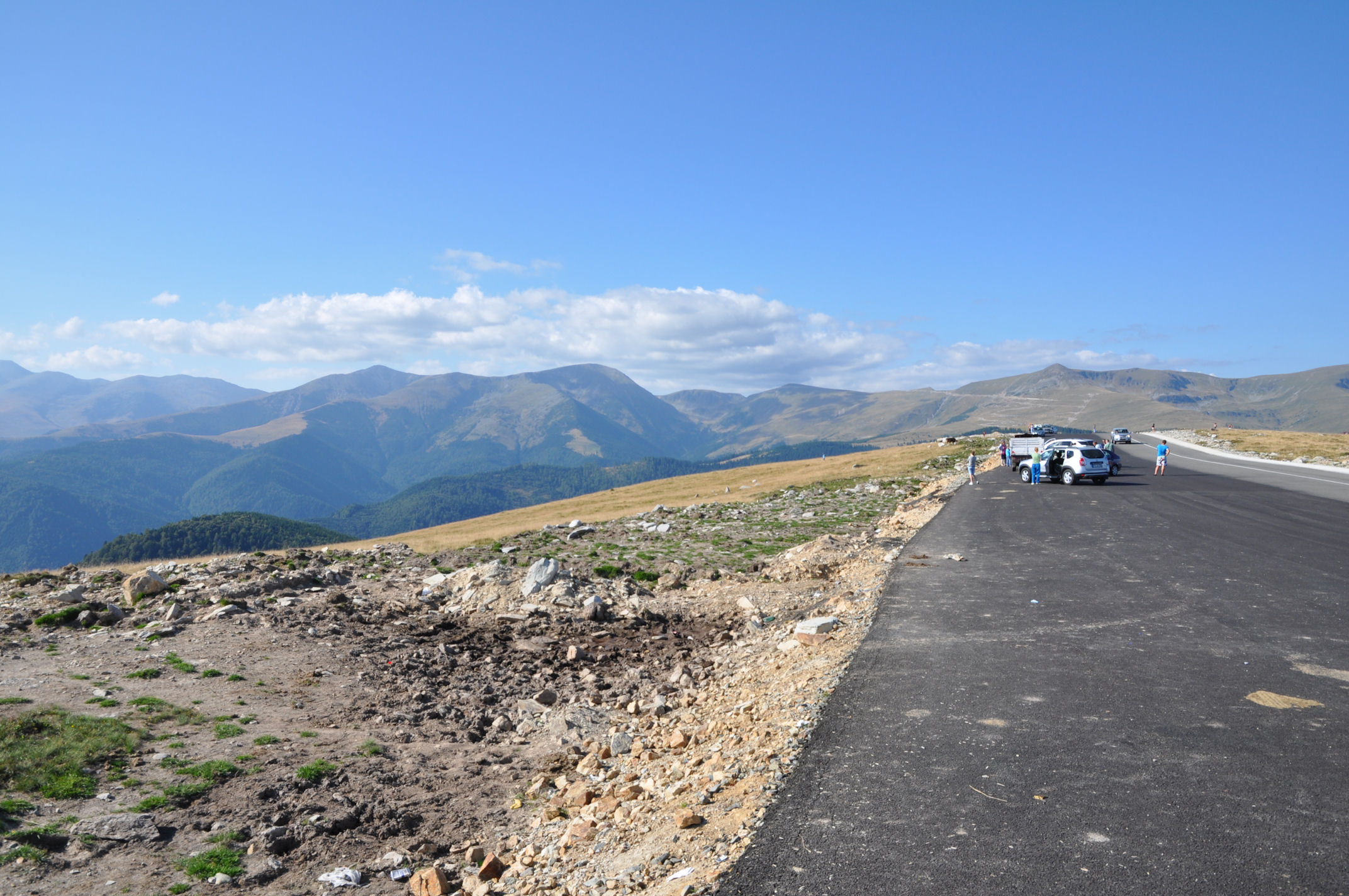
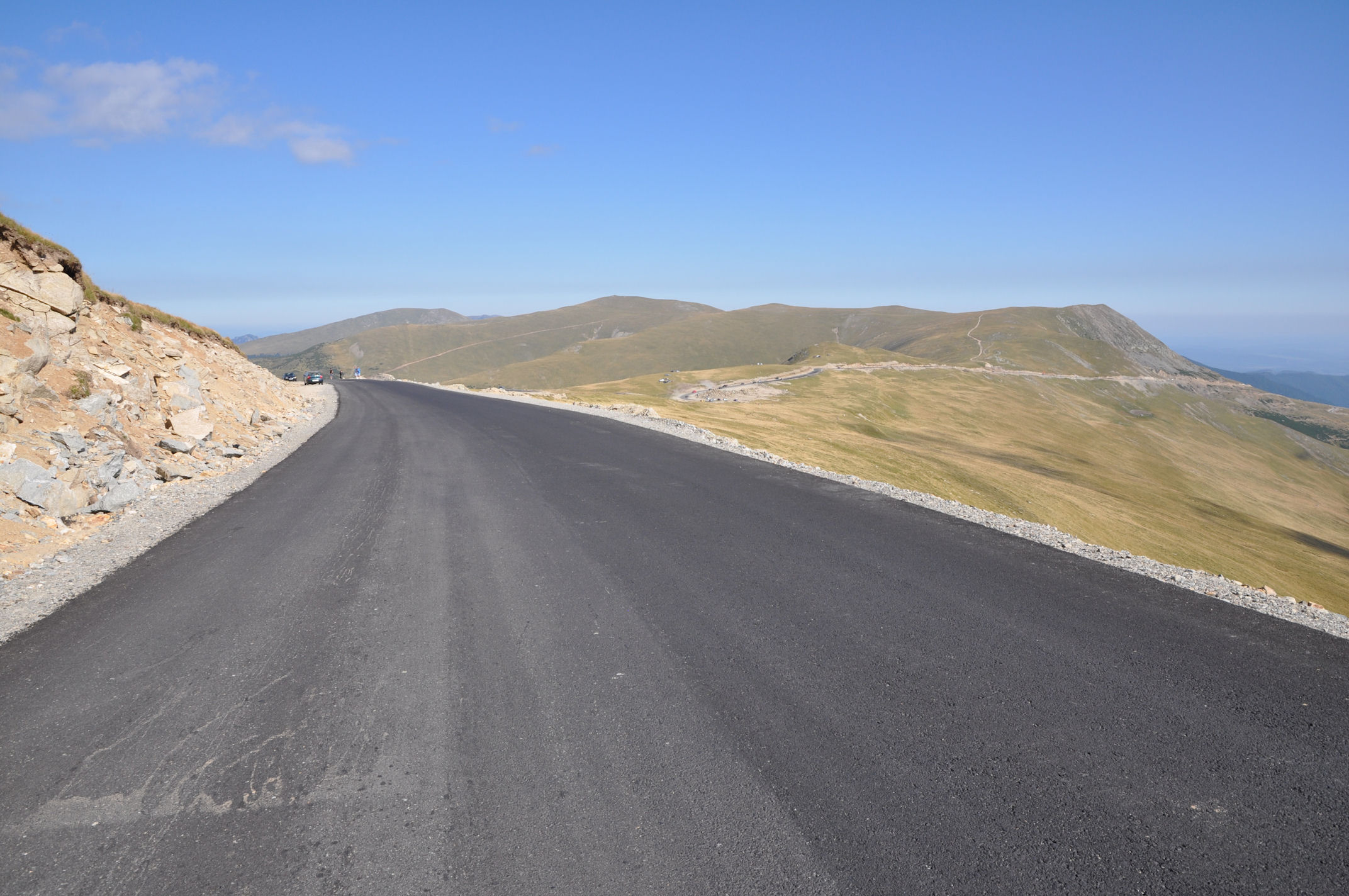
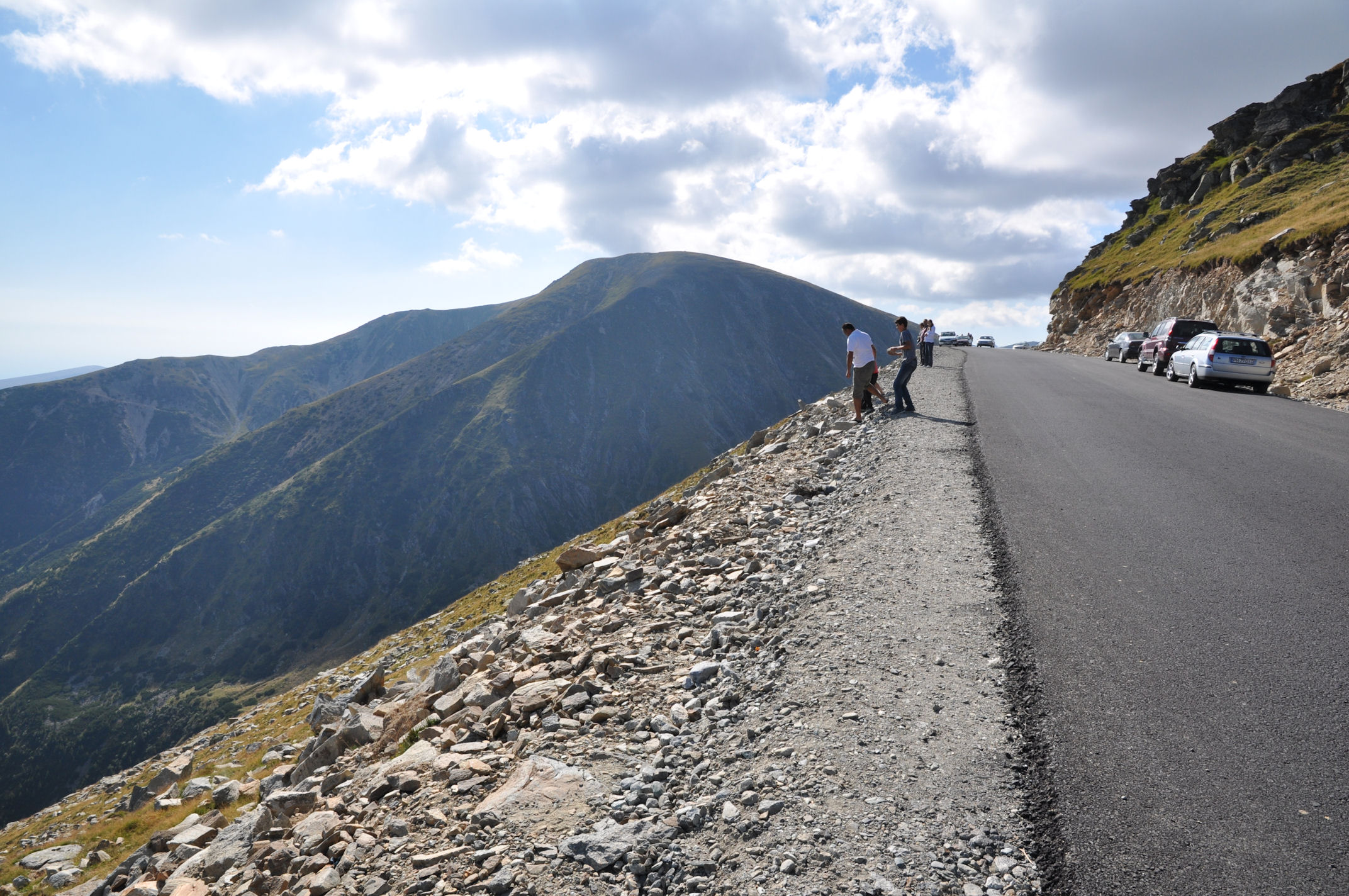
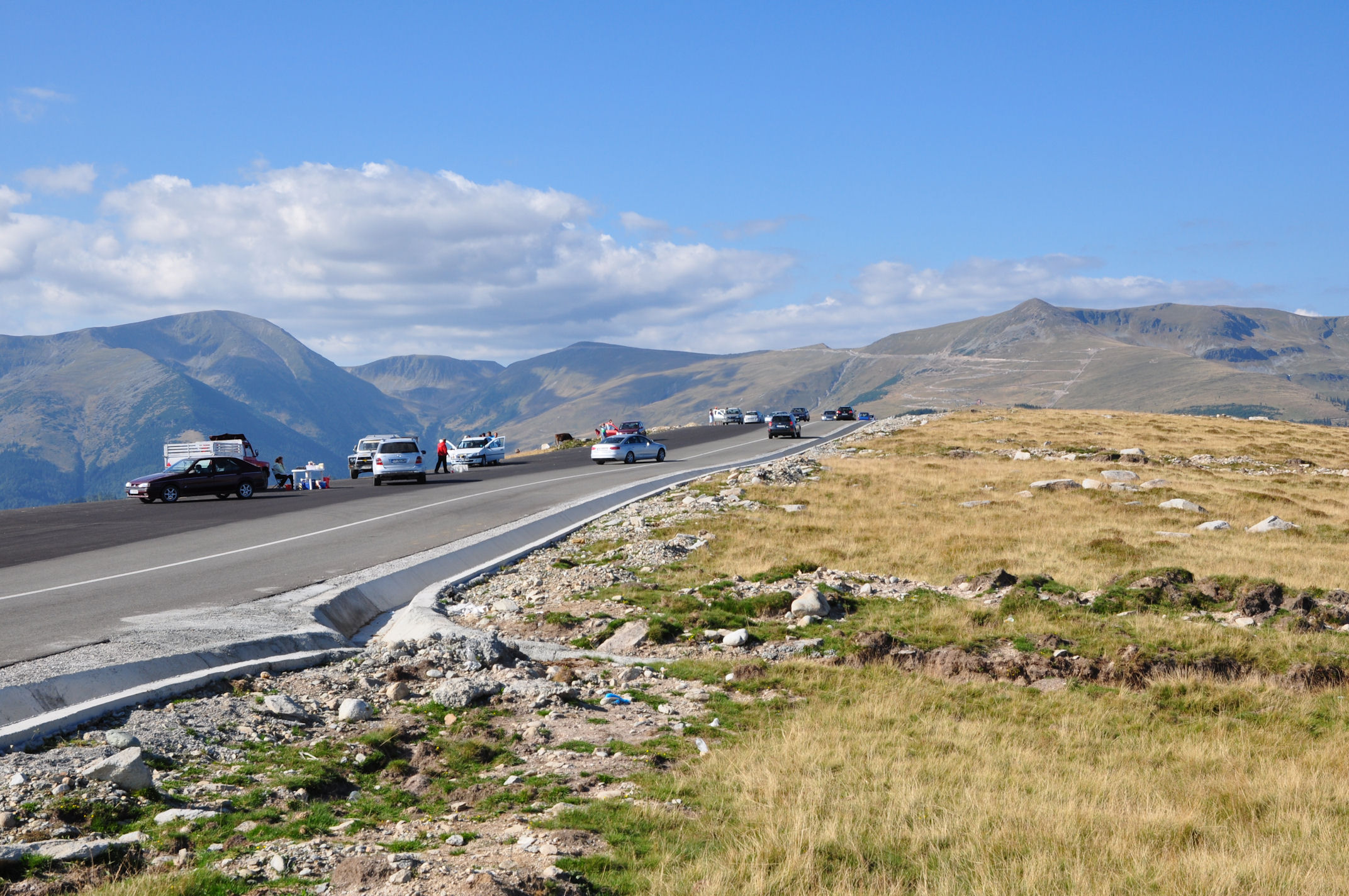